# 都城市歌
「都城市歌」（みやこのじょうしか）では、日本の宮崎県都城市がかつて制定していた2代の市歌について解説する。
1. 1933年（昭和8年）制定[1]。作詞・富松良夫、作曲・陸軍戸山学校軍楽隊。
2. 1954年（昭和38年）制定[1]。作詞・富松良夫、作曲・園山民平[2]。

現在は2曲いずれも廃止されており、2015年（平成27年）より「希望にみちて」が3代目市歌として制定されている。
本記事では2006年（平成18年）の新設合併以前に（旧）都城市で制定されていた「市民の歌」および、北諸県郡の4町で制定されていた町歌についても解説する。

## 都城市歌
初代と2代目の市歌は歌詞・旋律のいずれも著作権の保護期間を満了し、パブリックドメインとなっている。

### 初代
初代の「都城市歌」は1933年（昭和8年）2月11日に市制10周年を記念して制定された。歌詞は懸賞募集を行い、30篇の応募作から市内で療養中の身であった富松良夫の作品が選ばれ、陸軍戸山学校軍楽隊に作曲を依頼したものである。
初演奏は市主催の紀元節祝賀式典の席上、市立明道尋常小学校の校庭において市内の小学校全校児童が集合し、合唱された。

### 2代目
2代目の「都城市歌」は1954年（昭和29年）に市制30周年を記念して制定された。作詞者は初代市歌と同じく富松良夫だが、1950年（昭和25年）に都城市文化賞を受賞するなど詩人として名声を得ていたため、懸賞募集ではなく市からの依頼により2代続けての作詞を行うことになった。作曲は宮崎管弦楽団を主宰していた園山民平に依頼されている。
2代目市歌制定から10年後には市制40周年を記念して新しく「市民の歌」が制定されたが、代替わりではなく2005年（平成17年）末までは2曲が並立する形を採っていた。都城北諸合併協議会では合併後の市歌の扱いについて「市章、市民憲章、市の花木、市歌、都市宣言等については、新市において、速やかに制定する」と取り決められたことを受け、2代目「都城市歌」および「市民の歌」は他4町の町歌と共に失効・廃止の扱いとなっている。郷土の詩人である富松が作詞した2代目市歌の廃止に対しては旧市域の住民を中心に異論があり、市議会では新設合併後の存続・再制定を求める質問も行われたが市側は「富松良夫の歌詞は、みずみずしい感性で四季折々の情景を表現していますが、活躍した時期が昭和の高度成長期の前で文語体が生きていた時代の詩であることから、少し古風なイメージであると考えます」と継承に否定的な態度を表明していた。その後、2015年（平成27年）になり合併10周年を記念して3代目（新設合併後としては初代）市歌「希望にみちて」が制定されている。

## （旧）都城市に関連する市歌以外の楽曲
以下は（旧）都城市および北諸県郡山之口町、高城町、山田町、高崎町において制定されていた楽曲である。いずれも2006年（平成18年）1月1日に新設合併で（新）都城市が発足したことを以て失効・廃止されている。

### 市民の歌
都城市の「市民の歌」は1964年（昭和39年）4月1日に市制40周年を記念して制定された。作詞者の坂元彦太郎はお茶の水女子大学教授で、初代・2代目市歌を作詞した富松とは同郷の友人であった。作曲は日本音楽連合会初代会長の紙恭輔。
前述の通り10年前に制定された2代目市歌とは代替わりでなく並立の関係とされたが、例規集にはこの「市民の歌」のみが「○市歌」の表題で載せられていた。

### ウェルネス・ウェルカム
「ウェルネス・ウェルカム」は（旧）都城市が1992年（平成4年）に「ウェルネス都市宣言」を行った際に、そのテーマソングとして作成された。作詞は加藤洋子と都城市の連名、作曲は中山大三郎。

### 旧町歌
以下は（旧）都城市と新設合併した北諸県郡の4町において制定されていた町歌である。4町全てが何らかの楽曲を作成していたが、山田町のみ正式な町歌ではなく「イメージソング」の扱いとされていた。
- 山之口町町民歌 - 1964年（昭和39年）11月3日制定
- 高城町民歌 - 1974年（昭和49年）2月11日制定
- 未来に生きる町（山田町イメージソング）
- 高崎町民歌 - 1970年（昭和45年）制定